# Nikao Sokattak FC
Nikao Sokattak FC ist eine Fußballmannschaft aus den Cookinseln. Sie ist auf der Hauptinsel Rarotonga beheimatet. Sie spielt in der höchsten Spielklasse der Cookinseln, dem Cook Islands Round Cup. Bisher konnte je 6-mal die Meisterschaft und neunmal der Nationale Pokal gewonnen werden, wodurch man zum Rekordsieger in diesem Wettbewerb aufgestiegen ist.
In der Saison 2004/2005 nahm man am OFC Champions Cup teil. In der Qualifikationsrunde verlor man gegen AS Magenta mit 0:4 und 1:5 und konnte daher nicht an der Hauptrunde teilnehmen.
Auch in der Saison 2005/2006 nahm man an der Qualifikationsrunde teil, dort konnte man immerhin gegen die Nokia Eagles aus Fidschi mit einem 0:0 einen Punkt holen. Gegen Lotoha'apai (Tonga) verlor man 3:1, gegen Tuanaimato Breeze (Samoa) verlor man 2:1. 
2007/2008 war man ebenfalls qualifiziert, trat jedoch nicht an.

## Erfolge
- Cook Islands Round Cup: 6

2000, 2004, 2005, 2006, 2008, 2009
- Cook Islands Cup: 9

1983, 2002, 2003, 2005, 2007, 2008, 2010, 2011, 2012